# Pachnobia fasciata
Pachnobia fasciata är en fjärilsart som beskrevs av Henry Skinner 1902. Pachnobia fasciata ingår i släktet Pachnobia och familjen nattflyn. Inga underarter finns listade i Catalogue of Life.